# ヨザキスイレン
ヨザキスイレン（学名: Nymphaea lotus）は、スイレン科スイレン属に属する多年生の水草の1種である。エジプトスイレンともよばれる。鋸歯のある円形の葉を浮かべる浮葉植物であり、白い花が夜に咲く（図1）。アフリカの熱帯域から亜熱帯域に広く分布し、またルーマニアにも隔離分布するが、南北アメリカやアジアにも帰化している。ナイル川にも多く、ルリスイレンとともにエジプト文明に深く関わっていた。観賞用に植栽され、また薬用などに利用されることがある。植物の学名の出発点であるリンネの『植物の種』(1753年) において記載された植物の1つである。

## 特徴
多年生の浮葉植物 (水底に根を張り、葉を水面に浮かべる植物) であり、地下茎は塊茎状でときに分枝する。地下茎の分離による栄養繁殖も行う。浮水葉の葉身は革質、円形から楕円形、10–32(–50) × 11–28(–50) センチメートル (cm)、葉縁に波状から歯状の鋸歯があり（鋸歯頂端には(2–)3本の葉脈が収束している）、基部は切れ込み（左右片は接するか重なる）、わずかに楯状（下図2a）。葉脈は放射状から羽状、側脈は7–9対、3–4回二叉分岐する（下図2a）。葉の表面は緑色だがときに赤色を帯び、裏面は紫緑色からブロンズ色で葉脈がはっきりと見える。
地下茎から生じた花柄は、水面を突き抜けて直径 (6–)10–18(–25) cm の白い花を単生する（上図2a, 下図2d, e）。萼片は4枚、4.5–9(–11) × 2–3.5 cm、長倒卵形から披針形で先端は尖り、背軸面は緑色でクリーム色の条線がある（下図2c）。花弁は白色からクリーム色だが、最外部のものの背軸面は萼片に似て緑色で条線がある（下図2c）。花弁数は16–20枚、外側の花弁は萼片と同程度に長く、先端は尖るものから丸いものまである。雄しべは黄色、40–80(–90)個、葯隔は顕著な突出を欠き、鈍頭（下図2d）。心皮は20–30個、合着して1個の雌しべを構成している。偽柱頭は長く、7–10ミリメートル (mm)。
果実は直径 4–9 cm。種子は楕円形で 1.4-1.8 × 0.9-1.2 mm、毛が縦列しており、白い仮種皮で覆われる。

## 分布・生態

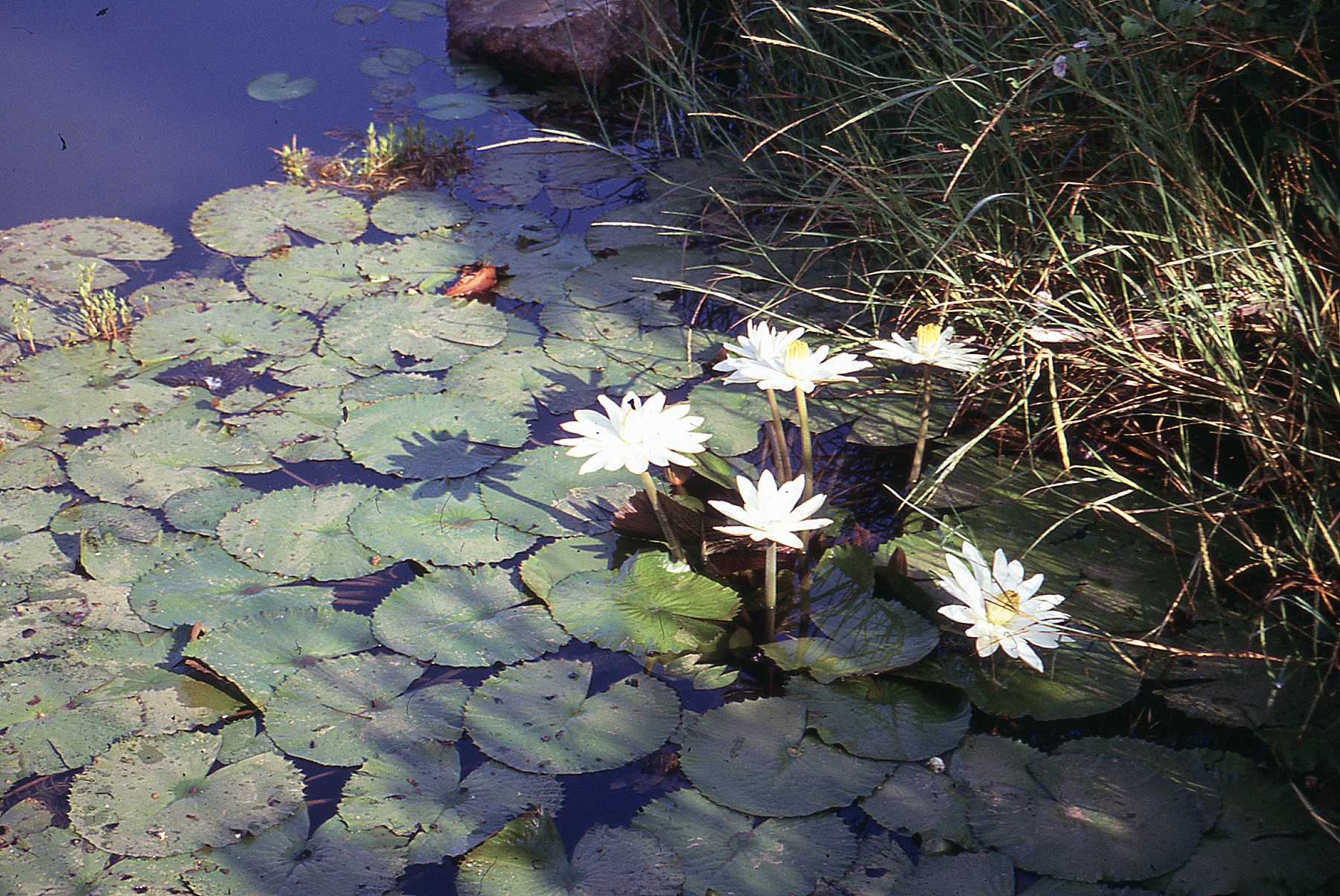
3. ガンビアのヨザキスイレン

エジプトから南アフリカまでのアフリカ大陸およびマダガスカル島に分布し、ルーマニア北西部の温泉にも隔離分布する。またアジアやオーストラリア、アメリカ大陸の熱帯域から亜熱帯域に帰化していることがある。
中栄養から貧栄養の淡水域（湖沼、河川）に生育している（図3）。
花はふつう夜（午後7–8時）に開花し、翌日の午前中（午前8–11時）に閉じることを4–5日繰り返し、雌性先熟、強い果実臭を放つ。花（特に開花1–2日目）は夜間前半に発熱し、外気温より5–7℃高くなる。コガネムシ科の Ruteloryctes morio（夜間）やミツバチ（朝）の訪花が報告されている。
種子は水流によって散布され、新たな環境に急速に侵入することができる。また動物による種子散布も報告されている。

## 人間との関わり
ヨザキスイレンはナイル川下流に多く生育しており、ルリスイレンとともにエジプト文明に深く関わっていた（下図4a）。ラムセス2世（紀元前13世紀）の墓のレリーフには、ヨザキスイレンが描かれている。古代エジプトでは、スイレンの花は食物や生薬、香水などに利用されており、ヘロドトス（紀元前464–425年）はその年間収穫量を記している。ヨザキスイレンの花や花茎、塊茎、種子は、現在でも食用や生薬などとして利用されることがある。
野外やアクアリウムでの観賞用に栽培されている（上図4b, c）。栽培品種も多く作出されており、オマラナ（N. × omarana）などの親種となった。
環境からの重金属除去への応用が研究されている。
エジプトでは、ヨザキスイレンは水田雑草となる。またナイジェリアでは養魚池の雑草となることが報告されている。またアメリカ合衆国のルイジアナ州などでは、外来種として在来種に悪影響を与えることがある。

## 分類

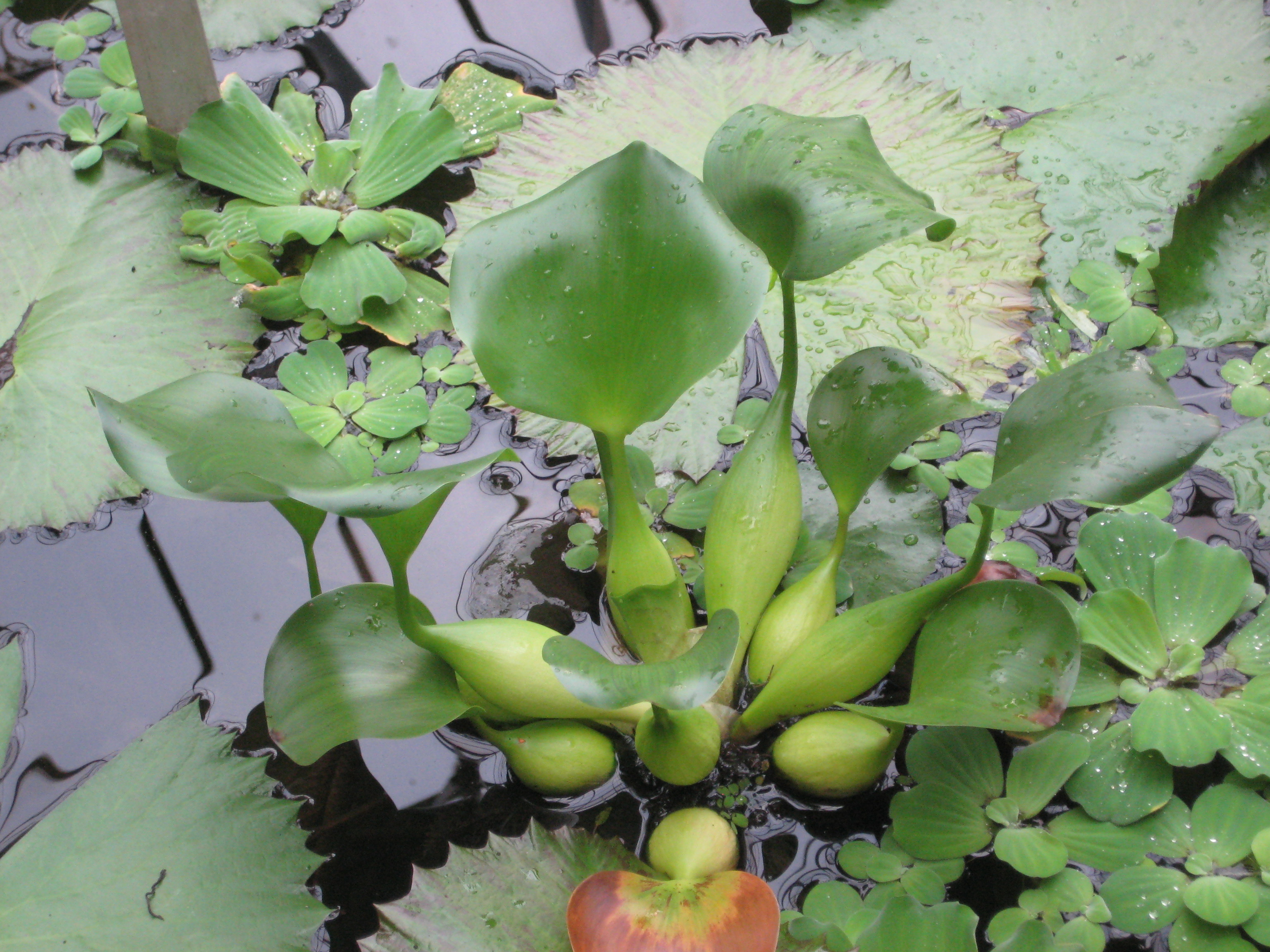
5. ホテイアオイ、ボタンウキクサと混生する var. thermalis（エディンバラ王立植物園）

ルーマニアの温泉に分布するものは、Nymphaea lotus var. thermalis (DC.) Tuzson (1907) として変種に分けられることがある（図5）。これは温暖な時代（第三紀）の遺存個体群であると考えられていたが、ルーマニア、エジプト、南アフリカの個体間に顕著な遺伝的差異は認められず、この仮説は支持されていない。